# Parafia św. Jana Bosko w Gwiździnach
Parafia świętego Jana Bosko w Gwiździnach – parafia rzymskokatolicka, znajdująca się w diecezji toruńskiej, w dekanacie Nowe Miasto Lubawskie. 